# Негрова
Не́грова — гора у центральній частині масиву Горгани (Українські Карпати). Розташована на півдні Івано-Франківського району Івано-Франківської області.
Висота — 1604 м (за іншими даними — 1602,4 м). Гора масивна, має овальну, видовжену форму. Простягається із заходу на схід, де пологою перемичкою з'єднується з горою Боярин (Короткан) (1679 м). Північні схили дуже стрімкі, розчленовані притоками річки Бистриці Солотвинської, південні пологіші. Середня та привершинна частина гори вкрита кам'яними розсипищами та осипищами, місцями жерепом. Нижня частина схилів поросла мішаними і хвойними лісами.
На північний захід розташований масивний хребет Сивулі, на захід — Урвище Пекло, на півдні (за долиною річки Салатрук) — хребет Тавпиширка.
На південних схилах гори розташований ландшафтний заказник «Негрова».